# Mendele Moicher Sforim

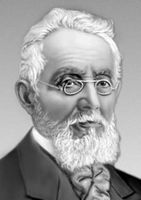
Mendele ja gran

Méndele Moïkher Sforim (ídix: מענדעלע מוכר ספֿרים «Méndele el venedor de llibres») és el pseudònim de Xólem Yakov Abramovitx (ídix: שלום יעקב אַבראַמאָװיטש, rus: Соломон Моисеевич Абрамович Solomon Moïseyevich Abramovitch), un autor jueu del segle XIX, considerat l'«avi de la literatura ídix» i un dels fundadors de la literatura hebrea moderna.

## Joventut
Mendele va néixer en una família pobra de Kopyl, prop de Minsk (llavors a Rússia, però actualment capital de Belarús), i va perdre el seu pare, Chaim Moyshe Broyde, poc temps després de la seva bar mitsvà. Estudià en una ieixivà a Slutsk i a Vílnius fins a l'edat de 17 anys. Durant aquest període és intern de dia amb el sistema del teg-esn (menjant cada dia en una casa diferent), devorant les restes, i sovint famolenc.
Després Mendele va viatjar a Belarús, a Ucraïna i a Lituània en companyia d'un captaire de nom Avreml Khromoy (del rus: "Avreml el coix"). Avreml esdevindrà una font d'inspiració per al personatge principal de Fishke der Krumer ('Fishke el coix').
En 1854 Mendele s'instal·la a Kamianets-Podilskyï, on va conèixer l'escriptor i poeta Avrom Ber Gotlober, que l'ajuda a aprendre la cultura profana, la filosofia, la literatura, la història, el rus i altres llengües.

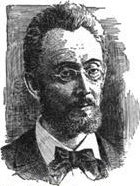
Méndele Moïkher Sforim - a la Jewish Encyclopedia

## Primeres obres
El primer article de Mendele, «Carta sobre l'educació» , apareix el 1857 en el primer periòdic en hebreu, Hamaggid. El seu mentor, Gotlober, havia sotmès l'article del seu protegit al periòdic sense advertir-lo abans. A Berditchev, a Ucraïna, on viu de 1858 a 1869, comença a publicar novel·les tant en hebreu com en ídix. Tenint agreujades les autoritats locals amb la seva sàtira, abandona Berditchev per ensenyar a l'escola rabínica de Jytomyr, subvencionada pel govern i relativament liberal del punt de vista teològic. Es queda en aquesta ciutat de 1869 a 1881, a continuació s'estableix a Odessa, on esdevé responsable d'una escola tradicional. Viurà a Odessa de 1881 fins a la seva mort l'any 1917.

## Pare de la literatura ídix
Mendele escriu inicialment en hebreu, inventant nombroses paraules en aquesta llengua, però a continuació passa a l'ídix amb la finalitat d'augmentar la seva audiència. Com Cholem Aleichem, utilitza un pseudònim, pensant que la utilització de la llengua vernacla dels guetos, l'ídix, no és per un treball literari seriós; una idea que farà molt per dissipar. Els seus escrits porten fortament la marca de la Haskala. És considerat per molts com el "pare de la literatura ídix"; el seu estil també bé en hebreu com en ídix ha influït molt a diverses generacions d'escriptors.
Encara que la història del periodisme en ídix sigui més antiga que la del periodisme en hebreu, el Kol Mevasser, que va recolzar des del començament i on publica la seva primera història en ídix, «Dos kleine menshele» («El petit home») l'any 1863, és generalment considerat com el primer periòdic estable i el més important en ídix.

## Ideologia i últimes obres
Segons Sòl Liptzin, en els seus primers relats en ídix, Mendele «volia ser útil al seu poble més que guanyar llorers literaris».
El relat «El petit home» i la peça dramàtica Die Takse («La taxa» ) de 1869, condemnen tots dos la corrupció en relació amb les taxes religioses (i més especificadament la taxa sobre la carn kosher) que són desviats al benefici dels dirigents de la comunitat més que distribuïdes als pobres. Aquesta tendència satírica contínua a en Die Klatshe (El canasson, 1873) que relata la història d'un príncep, en el que es pot identificar el poble jueu, que embruixat i transformat en bèstia de càrrega, guarda la seva superioritat moral malgrat els seus patiments.
Les seves obres posteriors esdevenen més humanes i menys satíriques: primerament amb Fishke (escrita el 1868-1888) a continuació per la inacaba Masoes Binyamin Hashlishi (Les peregrinacions de Benjamí III, 1878), un relat de picaresca sovint comparat a Don Quixot i que valdrà a l'autor el seu sobrenom de «Senyor Cervantes jueu».
Com amb Fishke, Mendele treballa durant diversos decennis a la seva llarga novel·la Dos Vinshfingeril (L'anell del desig, 1889); almenys dues versions precedeixen la versió final. És la història d'un maskil (adepte de la Haskalah) com Mendele, que fuig d'una pobra ciutat, sobreviu miserablement per obtenir una educació laica, però del qual els somnis de fraternitat universal es transformaran, després dels pogroms de 1880, en somni del nacionalisme jueu.
La seva última obra major és la seva autobiografia, Shloyme Reb Chaims, acabada poc de temps abans la seva mort.

## Llibres (en francès)
- Les Voyages de Benjamin III, Circé (19 juin 1998), collection Circé Poche, ISBN 978-2842420499
- Fishke le Boiteux, Le Cerf (3 avril 1996), ISBN 9782204053099
- La Haridelle, traduction de Batia Baum, Bibliothèque Medem (Paris, 2008), ISBN 978-2-9520107-5-7